# Liste der Juniorenweltmeister in der Nordischen Kombination
Die Liste der Juniorenweltmeister in der nordischen Kombination listet alle Juniorenweltmeister sowie die Zweit- und Drittplatzierten in Einzel- und Mannschaftswettbewerben in der Nordischen Kombination bei den Nordischen Junioren-Skiweltmeisterschaften auf.

## Männer

### Einzel
In den Jahren 1968 bis 1976 sowie 1978 hießen die Wettbewerbe Junioreneuropameisterschaften. Die ersten Juniorenweltmeisterschaften fanden 1977 statt. Bis 1984 kämpften die Juniorenkombinierer nach dem klassischen System um Medaillen. Dieses System hatte den Nachteil, dass der Sieger erst nach einem komplizierten Schlüssel ermittelt wurde. Bei der Weltmeisterschaft 1984 in Trondheim wurde die Gundersen-Methode eingeführt. Von nun an galt wer der Erste im Ziel des Langlaufes war der neue Weltmeister.
Eine weitere Änderung erfolgte bei der Juniorenweltmeisterschaft 1997 in Canmore. Von nun an ging es nach den Sprüngen auf der Schanze nicht mehr in eine 15 km lange Loipe, sondern nur noch auf eine 10 km lange.
| Jahr | Austragungsort          | Sieger                | Zweiter             | Dritter               |
| ---- | ----------------------- | --------------------- | ------------------- | --------------------- |
| 1968 | Morez-Les Rousses       | Rauno Miettinen       | Ingo Scheibenhof    | Witlof Hofmann        |
| 1969 | Bollnäs                 | Rauno Miettinen       | Anatoli Popow       | Witlof Hofmann        |
| 1970 | Gosau                   | Günter Deckert        | Hans Hartleb        | Frank Böhm            |
| 1971 | Nesselwang              | Ulrich Wehling        | Jan Legierski       | Anatoli Haigonen      |
| 1972 | Tarvis                  | Farit Sakirow         | Jan Legierski       | Andrzej Staszel       |
| 1973 | Kawgolowo               | Pål Schjetne          | Stanisław Kawulok   | Urban Hettich         |
| 1974 | Autrans                 | Konrad Winkler        | Tom Sandberg        | Arnfinn Henden        |
| 1975 | Lieto                   | Tom Sandberg          | Konrad Winkler      | Juri Woronin          |
| 1976 | Liberec                 | Gunter Schmieder      | Vladimír Vedral     | Andrzej Zarycki       |
| 1977 | Sainte-Croix            | Gunter Schmieder      | Fjodor Koltschin    | Uwe Dotzauer          |
| 1978 | Murau                   | Hermann Weinbuch      | Andreas Fleischmann | Uwe Dotzauer          |
| 1979 | Mont Sainte-Anne        | Hermann Weinbuch      | Martin Schartel     | Hubert Schwarz        |
| 1980 | Örnsköldsvik            | Hubert Schwarz        | Sergej Orljanski    | Lothar Hopf           |
| 1981 | Schonach im Schwarzwald | Bernd Blechschmidt    | Sergej Shorikov     | Thomas Müller         |
| 1982 | Murau                   | Knut Leo Abrahamsen   | Andrej Simanov      | Sergej Bondar         |
| 1983 | Kuopio                  | Heiko Hunger          | Geir Andersen       | Oliver Warg           |
| 1984 | Trondheim               | Geir Andersen         | John Riiber         | Klaus Sulzenbacher    |
| 1985 | Täsch                   | Sergei Nikiforow      | Hans-Peter Pohl     | Jyri Pelkonen         |
| 1986 | Lake Placid             | Andrei Dundukow       | Günter Csar         | František Repka       |
| 1987 | Asiago                  | Thomas Prenzel        | Trond-Arne Bredesen | Marko Frank           |
| 1988 | Saalfelden              | Radomír Skopek        | Francis Repellin    | Bård Jørgen Elden     |
| 1989 | Vang/Hamar              | Trond Einar Elden     | František Repka     | Ago Markvardt         |
| 1990 | Štrbské Pleso           | Trond Einar Elden     | Falk Schwaar        | Christophe Borello    |
| 1991 | Reit im Winkl           | Milan Kučera          | Jiří Hradil         | Markus Wüst           |
| 1992 | Vuokatti                | Halldor Skard         | Teemu Summanen      | Jens Deimel           |
| 1993 | Harrachov               | Knud Børge Andersen   | Christoph Eugen     | Gard Myhre            |
| 1994 | Breitenwang             | Mario Stecher         | Milan Kučera        | Tapio Nurmela         |
| 1995 | Gällivare               | Hannu Manninen        | Mario Stecher       | Felix Gottwald        |
| 1996 | Asiago                  | Todd Lodwick          | Hannu Manninen      | Felix Gottwald        |
| 1997 | Canmore                 | Roman Perko           | Andy Hartmann       | Ludovic Roux          |
| 1998 | St. Moritz              | Hannu Manninen        | Samppa Lajunen      | David Kreiner         |
| 1999 | Saalfelden              | Samppa Lajunen        | Jouni Kaitainen     | Andy Hartmann         |
| 2000 | Štrbské Pleso           | Alexej Zvetkov        | Marko Baacke        | Kevin Arnould         |
| 2001 | Karpacz                 | Norihito Kobayashi    | Jaakko Tallus       | David Kreiner         |
| 2002 | Schonach im Schwarzwald | Björn Kircheisen      | Alex Glueck         | Nathan Gerhart        |
| 2003 | Solleftea               | Björn Kircheisen      | Sébastien Lacroix   | Petter Tande          |
| 2004 | Stryn                   | Petter Tande          | Tino Edelmann       | David Zauner          |
| 2005 | Rovaniemi               | Petter Tande          | Tino Edelmann       | Anssi Koivuranta      |
| 2006 | Kranj                   | François Braud        | Tom Beetz           | Miroslav Dvořak       |
| 2007 | Tarvisio                | Anssi Koivuranta      | Marco Pichlmayer    | Alfred Rainer         |
| 2008 | Zakopane                | Alessandro Pittin     | Tomaz Druml         | Janne Ryynänen        |
| 2009 | Štrbské Pleso           | Alessandro Pittin     | Johannes Rydzek     | Ole Christian Wendel  |
| 2010 | Hinterzarten            | Ole Christian Wendel  | Janis Morweiser     | Gudmund Storlien      |
| 2011 | Otepää                  | Johannes Rydzek       | Marjan Jelenko      | Kaarel Nurmsalu       |
| 2012 | Erzurum                 | Mattia Runggaldier    | Manuel Faißt        | Michael Schuller      |
| 2013 | Liberec                 | Manuel Faißt          | David Welde         | Han-Hendrik Piho      |
| 2014 | Val di Fiemme           | Philipp Orter         | Ilkka Herola        | David Welde           |
| 2015 | Almaty                  | Jarl Magnus Riiber    | Paul Gerstgraser    | Jakob Lange           |
| 2016 | Rasnov                  | Bernhard Flaschberger | Vinzenz Geiger      | Terence Weber         |
| 2017 | Park City               | Arttu Mäkiaho         | Mika Vermeulen      | Martin Hahn           |
| 2018 | Kandersteg              | Ondřej Pažout         | Einar Lurås Oftebro | Ben Loomis            |
| 2019 | Lahti                   | Johannes Lamparter    | Julian Schmid       | Andreas Skoglund      |
| 2020 | Oberwiesenthal          | Jens Lurås Oftebro    | Johannes Lamparter  | Gaël Blondeau         |
| 2021 | Lahti                   | Johannes Lamparter    | Mattéo Baud         | Stefan Rettenegger    |
| 2022 | Zakopane                | Stefan Rettenegger    | Perttu Reponen      | Tristan Sommerfeldt   |
| 2023 | Whistler                | Iacopo Bortolas       | Tristan Sommerfeldt | Paul Walcher          |
| 2024 | Planica                 | Paul Walcher          | Tristan Sommerfeldt | Jens Dahlseide Kvamme |
| 2025 | Lake Placid             | Paul Walcher          | Atsushi Narita      | Richard Stenzel       |

### Sprint
2000 wurde diese Disziplin eingeführt, bei der die Athleten anstatt der 10 km Loipe nur eine 5 km lange vor sich hatten. Im Jahr 2020 wurde der Sprint zugunsten eines Mixed-Team-Wettbewerbs eingestellt.
| Jahr | Austragungsort | Sieger                | Zweiter               | Dritter               |
| ---- | -------------- | --------------------- | --------------------- | --------------------- |
| 2000 | Štrbské Pleso  | Petter Kukkonen       | Marko Baacke          | David Kreiner         |
| 2001 | Karpacz        | David Kreiner         | Jaakko Tallus         | Norihito Kobayashi    |
| 2002 | Schonach       | Wettkampf ausgefallen | Wettkampf ausgefallen | Wettkampf ausgefallen |
| 2003 | Solleftea      | Björn Kircheisen      | David Zauner          | Petter Tande          |
| 2004 | Stryn          | Petter Tande          | Tino Edelmann         | Anssi Koivuranta      |
| 2005 | Rovaniemi      | Petter Tande          | Florian Schillinger   | Tino Edelmann         |
| 2006 | Kranj          | Tom Beetz             | Akito Watabe          | Miroslav Dvořak       |
| 2007 | Tarvisio       | Eric Frenzel          | Anssi Koivuranta      | Alfred Rainer         |
| 2008 | Zakopane       | Tomaz Druml           | Tommy Schmid          | Alessandro Pittin     |
| 2009 | Štrbské Pleso  | Alessandro Pittin     | Gudmund Storlien      | Fabian Rießle         |
| 2010 | Hinterzarten   | Junshirō Kobayashi    | Marjan Jelenko        | Janis Morweiser       |
| 2011 | Otepää         | Marjan Jelenko        | Johannes Rydzek       | Kaarel Nurmsalu       |
| 2012 | Erzurum        | Øystein Granbu Lien   | Ilkka Herola          | Espen Andersen        |
| 2013 | Liberec        | Manuel Faißt          | Théo Hannon           | Kristjan Ilves        |
| 2014 | Val di Fiemme  | Philipp Orter         | David Welde           | Martin Fritz          |
| 2015 | Almaty         | Jarl Magnus Riiber    | Jakob Lange           | Kristjan Ilves        |
| 2016 | Râșnov         | Tomáš Portyk          | Terence Weber         | Kristjan Ilves        |
| 2017 | Park City      | Vinzenz Geiger        | Arttu Mäkiaho         | Laurent Muhlethaler   |
| 2018 | Kandersteg     | Vid Vrhovnik          | Dominik Terzer        | Jan Vytrval           |
| 2019 | Lahti          | Julian Schmid         | Johannes Lamparter    | Jens Lurås Oftebro    |

### Team
Der Teamwettbewerb der Männer wird seit 1984 ausgetragen.
| Jahr | Austragungsort          | Sieger                                                                                    | Zweiter                                                                                 | Dritter                                                                                      |
| ---- | ----------------------- | ----------------------------------------------------------------------------------------- | --------------------------------------------------------------------------------------- | -------------------------------------------------------------------------------------------- |
| 1984 | Trondheim               | Deutsche Demokratische RepublikJens Wagler Heiko Hunger Silvio Memm                       | NorwegenJohn Riiber Trond-Arne Bredesen Geir Andersen                                   | SowjetunionFidel Terentjew Allar Levandi Sergej Savialov                                     |
| 1985 | Täsch                   | SowjetunionAllar Levandi Sergei Nikiforow Sergej Savialov                                 | NorwegenThomas Selbekk John Riiber Trond-Arne Bredesen                                  | TschechoslowakeiDušan Pitoňák František Repka Michal Pustějovský                             |
| 1986 | Lake Placid             | NorwegenTrond-Arne Bredesen Arne Orderløkken Jon Andersen                                 | SowjetunionWassili Sawin Andrei Dundukow Sergei Nikiforow                               | BR DeutschlandRoland Schmidt Thomas Donaubauer Udo Laber                                     |
| 1987 | Asiago                  | Deutsche Demokratische RepublikThomas Abratis Marko Frank Thomas Prenzel                  | NorwegenJon Andersen Trond-Arne Bredesen Bård Jørgen Elden                              | TschechoslowakeiLadislav Patraš Michal Pustějovský František Repka                           |
| 1988 | Saalfelden              | NorwegenTrond Einar Elden Bård Jørgen Elden Jon Andersen                                  | TschechoslowakeiRadomír Skopek František Maka Michal Pustějovský                        | SowjetunionAgo Markvardt Wassili Sarafanow Anatoli Asarkin                                   |
| 1989 | Hamar                   | NorwegenFrode Moen Fred Børre Lundberg Trond Einar Elden                                  | FrankreichJean-Pierre Bohard Xavier Girard Francis Repellin                             | SowjetunionAgo Markvardt Juri Jerchalev Sergej Shvagirev                                     |
| 1990 | Štrbské Pleso           | NorwegenHalldor Skard Bjarte Engen Vik Trond Einar Elden                                  | TschechoslowakeiMilan Kučera Jiří Hradil David Soldat                                   | Deutsche Demokratische RepublikEnrico Heisig Falk Schwaar Falk Weber                         |
| 1991 | Reit im Winkl           | TschechoslowakeiMilan Kučera Zbyněk Pánek Jiří Hradil                                     | NorwegenHenrik Brørs Even Chiodera Halldor Skard                                        | SowjetunionWaleri Stoljarow Aleksandr Gluchov Alexej Gachuokov                               |
| 1992 | Vuokatti                | NorwegenGlenn Skram Thomas Vesteraas Halldor Skard                                        | DeutschlandJens Deimel Christian Dold Christoph Bauer                                   | FrankreichJerome Ziglioli Etienne Gouy Frédéric Baud                                         |
| 1993 | Harrachov               | NorwegenKnud Børge Andersen Gard Myhre Halldor Skard                                      | ÖsterreichJürgen Bär Christoph Eugen Felix Gottwald                                     | DeutschlandChristoph Braun Sepp Buchner Markus Görtz                                         |
| 1994 | Breitenwang             | NorwegenKenneth Braaten Jermund Lunder Glenn Skram                                        | FinnlandTopi Sarparanta Simo Jääskeläinen Hannu Manninen                                | ÖsterreichChristoph Eugen Mario Stecher Felix Gottwald                                       |
| 1995 | Gällivare               | ÖsterreichJürgen Bär Felix Gottwald Mario Stecher                                         | TschechienMarek Fiurasek Ladislav Rygl Petr Šmejc                                       | NorwegenJacob Gunnes Kristian Hammer Jermund Lunder                                          |
| 1996 | Asiago                  | NorwegenSverre Rotevatn Preben Fjære Brynemo Kristian Hammer                              | FrankreichLudovic Roux Jean-Marc Mougel Nicolas Bal                                     | SlowenienIgor Cuznar Rolando Kaligaro Roman Perko                                            |
| 1997 | Canmore                 | FrankreichLudovic Roux Remy Trachsel Nicolas Bal                                          | DeutschlandJens Gaiser Georg Hettich Ronny Ackermann                                    | ÖsterreichMichael Gruber David Kreiner Christoph Bieler                                      |
| 1998 | St. Moritz              | FinnlandMikko Keskinarkaus Jaakko Tallus Samppa Lajunen Hannu Manninen                    | SlowenienGorazd Robnik Jure Kosmač Marko Šimic Igor Cuznar                              | SchweizChristoph Engel Lucas Vonlanthen Roger Kamber Andy Hartmann                           |
| 1999 | Saalfelden              | Vereinigte StaatenCarl Van Loan Johnny Spillane Jed Hinkley Bill Demong                   | SchweizRonny Heer Pascal Meinherz Lucas Vonlanthen Andy Hartmann                        | FrankreichKevin Arnould Julien Marchandise Baptiste Rousset Ludovic Roux                     |
| 2000 | Štrbské Pleso           | FinnlandJaakko Tallus Petter Kukkonen Jari Hiukka Jouni Kaitainen                         | Vereinigte StaatenJohnny Spillane Bill Demong Jed Hinkley Carl Van Loan                 | ÖsterreichDavid Kreiner Florian Aichinger Bernhard Gruber Wilhelm Denifl                     |
| 2001 | Karpacz                 | DeutschlandMatthias Mehringer Marc Frey Björn Kircheisen Matthias Menz                    | FinnlandVille Suikkanen Petter Kukkonen Jaakko Tallus Jari Hiukka                       | SlowenienGregor Verbajs Andrej Jezeršek Anže Brankovič Marko Šimic                           |
| 2002 | Schonach im Schwarzwald | DeutschlandFlorian Schillinger Tino Edelmann Christian Beetz Björn Kircheisen             | FrankreichMaxime Laheurte Mathieu Martinez François Braud Sébastien Lacroix             | NorwegenJo Wesche Fossheim Magnus Moan Mathias Østvik Petter Tande                           |
| 2003 | Solleftea               | DeutschlandChristian Beetz Marco Kühne Tino Edelmann Björn Kircheisen                     | NorwegenMagnus Moan Petter Tande Jon Richard Rundsveen Mikko Kokslien                   | FrankreichMaxime Laheurte Sébastien Lacroix François Braud Jason Lamy Chappuis               |
| 2004 | Stryn                   | NorwegenEinar Uvsløkk Mikko Kokslien Jon Richard Rundsveen Petter Tande                   | DeutschlandChristian Ulmer Christian Beetz Florian Schillinger Tino Edelmann            | ÖsterreichMichael Palli Lukas Klapfer Benjamin Kreiner David Zauner                          |
| 2005 | Rovaniemi               | DeutschlandSteffen Tepel Tom Beetz Florian Schillinger Tino Edelmann                      | FrankreichMaxime Boillot Maxime Laheurte François Braud Jason Lamy Chappuis             | TschechienMartin Skopek Petr Kutal Miroslav Dvořak Aleš Vodseďálek                           |
| 2006 | Kranj                   | DeutschlandToni Englert Ruben Welde Stefan Tuss Tom Beetz                                 | ÖsterreichTomaž Druml Tobias Kammerlander Marco Pichlmayer Alfred Rainer                | NorwegenJonas Nermoen Joakim Aakvik Torkild Rasmussen Aam Thomas Kjelbotn                    |
| 2007 | Tarvisio                | ÖsterreichMarco Pichlmayer Johannes Weiss Tomaž Druml Alfred Rainer                       | DeutschlandSebastian Reuschel Stefan Tuss Ruben Welde Eric Frenzel                      | NorwegenMagnus Krog Ole Martin Storlien Glenn Arne Sollid Peder Sandell                      |
| 2008 | Zakopane                | DeutschlandWolfgang Bösl Markus Förster Andreas Günter Stefan Tuss                        | ÖsterreichDominik Dier Johannes Weiss Robert Hauser Tomaž Druml                         | NorwegenOle Christian Wendel Truls Sønstehagen Johansen Per Sannes Heger Ole Martin Storlien |
| 2009 | Štrbské Pleso           | NorwegenThorbjørn Brandt Ole Christian Wendel Gudmund Storlien Truls Sønstehagen Johansen | FrankreichGeoffrey Lafarge Wilfried Cailleau Samuel Guy Nicolas Martin                  | DeutschlandFabian Rießle Michael Dünkel Wolfgang Bösl Johannes Rydzek                        |
| 2010 | Hinterzarten            | DeutschlandFabian Rießle Johannes Rydzek Janis Morweiser Johannes Firn                    | NorwegenOle Christian Wendel Gudmund Storlien Jørgen Graabak Truls Sønstehagen Johansen | SlowenienGašper Berlot Matic Plaznik Jože Kamenik Marjan Jelenko                             |
| 2011 | Otepää                  | Wettkampf ausgefallen                                                                     | Wettkampf ausgefallen                                                                   | Wettkampf ausgefallen                                                                        |
| 2012 | Erzurum                 | ÖsterreichDavid Pommer Franz-Josef Rehrl Alexander Brandner Philipp Orter                 | ItalienSamuel Costa Roberto Tomio Manuel Maierhofer Mattia Runggaldier                  | DeutschlandChristian Arlt Tobias Simon Michael Schuller Manuel Faißt                         |
| 2013 | Liberec                 | DeutschlandMichael Schuller Jakob Lange David Welde Manuel Faißt                          | ÖsterreichFranz-Josef Rehrl Paul Gerstgraser Thomas Jöbstl Philipp Orter                | JapanGō Yamamoto Gō Sonehara Shota Horigome Takehiro Watanabe                                |
| 2014 | Val di Fiemme           | ÖsterreichBernhard Flaschberger Martin Fritz Fabian Steindl Philipp Orter                 | DeutschlandDominik Schwaar Terence Weber Jakob Lange David Welde                        | NorwegenSindre Pettersen Jarl Magnus Riiber Sigmund Kielland Emil Vilhelmsen                 |
| 2015 | Almaty                  | ÖsterreichThomas Jöbstl Bernhard Flaschberger Noa Ian Mraz Paul Gerstgraser               | DeutschlandPhilipp Mauersberger Terence Weber Paul Hanf Jakob Lange                     | NorwegenSimen Tiller Harald Johnas Riiber Jarl Magnus Riiber Lars Buraas                     |
| 2016 | Râșnov                  | ÖsterreichFlorian Dagn Noa Ian Mraz Samuel Mraz Bernhard Flaschberger                     | DeutschlandMartin Hahn Tim Kopp Terence Weber Vinzenz Geiger                            | FinnlandWille Karhumaa Atte Korhonen Mikko Hulkko Eero Hirvonen                              |
| 2017 | Park City               | ÖsterreichSamuel Mraz Marc-Luis Rainer Florian Dagn Mika Vermeulen                        | FrankreichLilian Vaxelaire Laurent Muhlethaler Théo Rochat Maël Tyrode                  | TschechienOndřej Pažout David Zemek Jan Vytrval Lukáš Daněk                                  |
| 2018 | Kandersteg              | ÖsterreichJohannes Lamparter Florian Dagn Dominik Terzer Mika Vermeulen                   | DeutschlandTim Kopp Luis Lehnert Constantin Schnurr Julian Schmid                       | NorwegenJens Lurås Oftebro Simen Kvarstad Andreas Skoglund Einar Lurås Oftebro               |
| 2019 | Lahti                   | DeutschlandLuis Lehnert Simon Hüttel David Mach Julian Schmid                             | ÖsterreichFlorian Dagn Max Teeling Johannes Lamparter Marc-Luis Rainer                  | NorwegenAleksander Skoglund Kasper Moen Flatla Jens Lurås Oftebro Andreas Skoglund           |
| 2020 | Oberwiesenthal          | ÖsterreichStefan Rettenegger Thomas Rettenegger Johannes Lamparter Fabio Obermeyr         | FrankreichMaël Tyrode Edgar Vallet Mattéo Baud Gaël Blondeau                            | NorwegenEmil Ottesen Marius Solvik Sebastian Østvold Andreas Skoglund                        |
| 2021 | Lahti                   | Wettkampf nicht ausgetragen                                                               | Wettkampf nicht ausgetragen                                                             | Wettkampf nicht ausgetragen                                                                  |
| 2022 | Zakopane                | FinnlandWaltteri Karhumaa Arsi Tietäväinen Eelis Merilainen Perttu Reponen                | NorwegenTorje Seljeset Per Skjæret Strømhaug Sebastian Østvold Eidar Johan Strøm        | ÖsterreichKilian Gütl Severin Reiter Paul Walcher Stefan Rettenegger                         |
| 2023 | Whistler                | DeutschlandRichard Stenzel Pepe Schula Benedikt Gräbert Tristan Sommerfeldt               | NorwegenJens Dahlseide Kvamme Eidar Johan Strøm Torje Seljeset Andreas Ottesen          | ÖsterreichKilian Gütl Paul Walcher Samuel Lev Severin Reiter                                 |
| 2024 | Planica                 | DeutschlandRichard Stenzel Tristan Sommerfeldt                                            | ÖsterreichJonas Fischbacher Paul Walcher                                                | NorwegenJørgen Berget Storsveen Jens Dahlseide Kvamme                                        |
| 2025 | Lake Placid             | ÖsterreichAndreas Gfrerer Paul Walcher                                                    | NorwegenTorje Seljeset Even Leinan Lund                                                 | JapanKyotaro Yamazaki Atsushi Narita                                                         |

## Frauen

### Gundersen
Seit 2019 findet der Frauenwettkampf (Gundersen – Normalschanze/5 km) statt. Im Jahr 2018 wurde ein Rahmenwettbewerb ausgetragen, den Jenny Nowak gewann.
| Jahr | Austragungsort | Siegerin             | Zweite               | Dritte              |
| ---- | -------------- | -------------------- | -------------------- | ------------------- |
| 2019 | Lahti          | Ayane Miyazaki       | Gyda Westvold Hansen | Anju Nakamura       |
| 2020 | Oberwiesenthal | Jenny Nowak          | Gyda Westvold Hansen | Lisa Hirner         |
| 2021 | Lahti          | Gyda Westvold Hansen | Marte Leinan Lund    | Lisa Hirner         |
| 2022 | Zakopane       | Annika Sieff         | Haruka Kasai         | Nathalie Armbruster |
| 2023 | Whistler       | Annika Sieff         | Nathalie Armbruster  | Lisa Hirner         |
| 2024 | Planica        | Minja Korhonen       | Alexa Brabec         | Ronja Loh           |
| 2025 | Lake Placid    | Ingrid Låte          | Teja Pavec           | Trine Göpfert       |

### Teamsprint
| Jahr | Austragungsort | Sieger                               | Zweite                                      | Dritte                                    |
| ---- | -------------- | ------------------------------------ | ------------------------------------------- | ----------------------------------------- |
| 2024 | Planica        | JapanHazuki Ikeda Yuzuka Fujiwara    | Vereinigte StaatenAlexa Brabec Kai McKinnon | ÖsterreichAnna-Sophia Gredler Laura Pletz |
| 2025 | Lake Placid    | FinnlandHeta Hirvonen Minja Korhonen | SlowenienTia Malovrh Maša Likozar Brankovič | DeutschlandRonja Loh Trine Göpfert        |

## Mixed

### Mixed-Team
Seit 2020 findet ein Mixed-Team-Wettkampf statt, der nach der Gundersen-Methode ausgetragen wird. Dabei starten sowohl zwei Juniorinnen als auch zwei Junioren, wobei die Männer auf der Loipe 5 Kilometer bestreiten müssen, während die Frauen eine 2,5 Kilometer lange Runde laufen.
| Jahr | Austragungsort | Sieger                                                                            | Zweite                                                                           | Dritte                                                                         |
| ---- | -------------- | --------------------------------------------------------------------------------- | -------------------------------------------------------------------------------- | ------------------------------------------------------------------------------ |
| 2020 | Oberwiesenthal | NorwegenSebastian Østvold Marte Leinan Lund Gyda Westvold Hansen Andreas Skoglund | DeutschlandChristian Frank Maria Gerboth Jenny Nowak David Mach                  | JapanDaimatsu Takehana Ayane Miyazaki Anju Nakamura Kodai Kimura               |
| 2021 | Lahti          | NorwegenEidar Johan Strøm Marte Leinan Lund Gyda Westvold Hansen Andreas Skoglund | ÖsterreichManuel Einkemmer Lisa Hirner Sigrun Kleinrath Stefan Rettenegger       | ItalienIacopo Bortolas Annika Sieff Daniela Dejori Domenico Mariotti           |
| 2022 | Zakopane       | DeutschlandSimon Mach Jenny Nowak Nathalie Armbruster Tristan Sommerfeldt         | ItalienStefano Radovan Annika Sieff Daniela Dejori Iacopo Bortolas               | ÖsterreichSamuel Lev Lisa Hirner Annalena Slamik Stefan Rettenegger            |
| 2023 | Whistler       | ÖsterreichAnnalena Slamik Kilian Gütl Paul Walcher Lisa Hirner                    | DeutschlandCindy Haasch Benedikt Gräbert Tristan Sommerfeldt Nathalie Armbruster | ItalienGreta Pinzani Manuel Senoner Iacopo Bortolas Annika Sieff               |
| 2024 | Planica        | DeutschlandRichard Stenzel Anne Häckel Ronja Loh Tristan Sommerfeldt              | JapanKyotoro Yamazaki Hazuki Ikeda Yuzuka Fujiwara Atsushi Narita                | NorwegenEven Leinan Lund Ingrid Låte Nora Helene Evans Jørgen Berget Storsveen |
| 2025 | Lake Placid    | DeutschlandJonathan Gräbert Ronja Loh Trine Göpfert Richard Stenzel               | ÖsterreichAndreas Gfrerer Anna-Sophia Gredler Katharina Gruber Paul Walcher      | JapanKaisei Mori Hazuki Ikeda Yuzuka Fujiwara Atsushi Narita                   |

## Die erfolgreichsten JWM-Teilnehmer

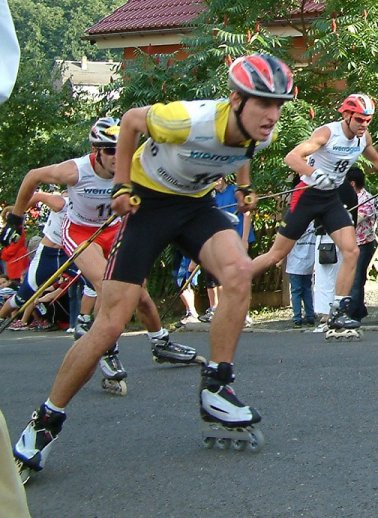
Björn Kircheisen: Erfolgreichster Kombinierer bei Nordischen Juniorenweltmeisterschaften mit sechs Goldmedaillen.

- Platz: Gibt die Reihenfolge der Athleten wieder. Diese wird durch die Anzahl der Goldmedaillen bestimmt. Bei gleicher Anzahl werden die Silbermedaillen verglichen, danach die Bronzemedaillen.
- Name: Nennt den Namen des Athleten.
- Land: Nennt das Land, für das der Athlet startete. Bei einem Wechsel der Nationalität wird das Land genannt, für das der Athlet die letzte Medaille erzielte.
- Von: Das Jahr, in dem der Athlet die erste WM-Medaille gewonnen hat.
- Bis: Das Jahr, in dem der Athlet die letzte WM-Medaille gewonnen hat.
- Gold: Nennt die Anzahl der gewonnenen Goldmedaillen.
- Silber: Nennt die Anzahl der gewonnenen Silbermedaillen.
- Bronze: Nennt die Anzahl der gewonnenen Bronzemedaillen.
- Gesamt: Nennt die Anzahl aller gewonnenen Medaillen.

Es werden sämtliche Teilnehmer genannt, die mindestens drei Goldmedaillen gewonnen haben.
| Platz | Name                  | Land        | Von  | Bis  | Gold | Silber | Bronze | Gesamt |
| ----- | --------------------- | ----------- | ---- | ---- | ---- | ------ | ------ | ------ |
| 1     | Björn Kircheisen      | Deutschland | 2001 | 2003 | 6    | 0      | 0      | 6      |
| 2     | Petter Tande          | Norwegen    | 2002 | 2005 | 5    | 1      | 3      | 9      |
| 3     | Trond Einar Elden     | Norwegen    | 1988 | 1990 | 5    | 0      | 0      | 5      |
| 4     | Johannes Lamparter    | Österreich  | 2018 | 2021 | 4    | 2      | 1      | 7      |
| 5     | Halldor Skard         | Norwegen    | 1990 | 1993 | 4    | 1      | 0      | 5      |
| 6     | Bernhard Flaschberger | Österreich  | 2014 | 2016 | 4    | 0      | 0      | 4      |
| 7     | Hannu Manninen        | Finnland    | 1994 | 1998 | 3    | 2      | 0      | 5      |
| 7     | Gyda Westvold Hansen  | Norwegen    | 2019 | 2021 | 3    | 2      | 0      | 5      |
| 9     | Manuel Faißt          | Deutschland | 2012 | 2013 | 3    | 1      | 1      | 5      |
| 10    | Tom Beetz             | Deutschland | 2005 | 2006 | 3    | 1      | 0      | 4      |
| 11    | Florian Dagn          | Österreich  | 2016 | 2019 | 3    | 1      | 0      | 4      |
| 12    | Alessandro Pittin     | Italien     | 1994 | 1998 | 3    | 0      | 1      | 4      |

## Nationenwertung

### Gesamt
Für die Nationenwertung werden sämtliche Medaillen addiert, die Sportler einer Nation bei den Juniorenweltmeisterschaften gewonnen haben. Dabei werden sowohl der Männer-, der Frauen- als auch die Teamwettkämpfe berücksichtigt.
Stand: 6. Februar 2023
| Platz | Land                              | Gold | Silber | Bronze | Gesamt |
| ----- | --------------------------------- | ---- | ------ | ------ | ------ |
| 1     | Norwegen                          | 30   | 17     | 20     | 67     |
| 2     | Deutschland (mit BR Deutschland)  | 24   | 32     | 16     | 72     |
| 3     | Österreich                        | 17   | 16     | 20     | 53     |
| 4     | Finnland                          | 10   | 12     | 6      | 28     |
| 5     | Deutsche Demokratische Republik   | 10   | 5      | 9      | 24     |
| 6     | Russland (mit Sowjetunion)        | 5    | 6      | 8      | 19     |
| 6     | Tschechien (mit Tschechoslowakei) | 5    | 6      | 8      | 19     |
| 8     | Slowenien                         | 4    | 3      | 3      | 10     |
| 9     | Italien                           | 6    | 1      | 3      | 10     |
| 10    | Japan                             | 3    | 1      | 3      | 6      |
| 11    | Frankreich                        | 2    | 12     | 8      | 22     |
| 12    | Vereinigte Staaten                | 2    | 2      | 1      | 5      |
| 13    | Polen                             | 0    | 3      | 2      | 5      |
| 14    | Schweiz                           | 0    | 2      | 3      | 5      |
| 15    | Estland                           | 0    | 0      | 6      | 6      |

### Einzel
Bei folgender Wertung wurden nur Medaillen im Einzel (Einzel, Sprint) berücksichtigt.
| Platz | Land                              | Gold | Silber | Bronze | Gesamt |
| ----- | --------------------------------- | ---- | ------ | ------ | ------ |
| 1     | Norwegen                          | 17   | 9      | 10     | 36     |
| 2     | Deutschland (mit BR Deutschland)  | 13   | 22     | 12     | 47     |
| 3     | Finnland                          | 8    | 10     | 5      | 23     |
| 4     | Deutsche Demokratische Republik   | 8    | 5      | 8      | 21     |
| 5     | Österreich                        | 7    | 9      | 14     | 30     |
| 6     | Italien                           | 6    | 0      | 1      | 7      |
| 7     | Russland (mit Sowjetunion)        | 4    | 5      | 4      | 13     |
| 8     | Slowenien                         | 4    | 3      | 0      | 7      |
| 9     | Tschechien (mit Tschechoslowakei) | 4    | 3      | 4      | 11     |
| 10    | Japan                             | 3    | 1      | 1      | 4      |
| 11    | Frankreich                        | 1    | 5      | 4      | 10     |
| 12    | Vereinigte Staaten                | 1    | 1      | 2      | 4      |
| 13    | Polen                             | 0    | 3      | 2      | 5      |
| 14    | Schweiz                           | 0    | 1      | 2      | 3      |
| 15    | Estland                           | 0    | 0      | 6      | 6      |

### Staffel
Bei folgender Wertung wurden nur Medaillen in der Staffel berücksichtigt.
Stand: unbekannt
| Platz | Land                              | Gold | Silber | Bronze | Gesamt |
| ----- | --------------------------------- | ---- | ------ | ------ | ------ |
| 1     | Norwegen                          | 11   | 6      | 9      | 26     |
| 2     | Deutschland (mit BR Deutschland)  | 9    | 8      | 4      | 21     |
| 3     | Österreich                        | 8    | 6      | 4      | 18     |
| 4     | Finnland                          | 2    | 2      | 1      | 5      |
| 5     | Deutsche Demokratische Republik   | 2    | 0      | 1      | 3      |
| 6     | Frankreich                        | 1    | 6      | 3      | 10     |
| 7     | Tschechien (mit Tschechoslowakei) | 1    | 3      | 4      | 8      |
| 8     | Russland (mit Sowjetunion)        | 1    | 1      | 4      | 6      |
| 9     | Vereinigte Staaten                | 1    | 1      | 0      | 2      |
| 10    | Slowenien                         | 0    | 1      | 3      | 4      |
| 11    | Schweiz                           | 0    | 1      | 1      | 2      |
| 12    | Italien                           | 0    | 1      | 1      | 2      |
| 13    | Japan                             | 0    | 0      | 1      | 1      |